# Ulf Nordquist
Ulf Nordquist, född 12 maj 1959, är en svensk musiker, låtskrivare och sångare.
Nordquist är från Stockholm och bror till politikern Kaj Nordquist.

## Låtar skrivna av Ulf Nordquist
- Dra dit pepparn växer, Sten Nilsson (10 veckor på Svensktoppen 1985)
- Måndag i mitt liv, framförd på Melodifestivalen 1988 av Billy Gezon. Bidraget blev oplacerat.
- I ett litet hus, framförd av Sten & Stanley i Hänts meloditävling 1988
- Sören, Christina Lindberg i Hänts meloditävling 1991
- Du ringde från Flen, inspelad av Grönwalls 1992.
- Dansmannen Bertil, inspelad av Rolandz